# Никола Иванов (общественик)
Вижте пояснителната страница за други личности с името Никола Иванов.
Никола С. Иванов е български лекар и общественик.

## Биография
Никола Иванов е роден в 1871 година в Битоля, тогава в Османската империя, днес в Северна Македония. Завършва Киевската духовна семинария и медицина в Москва в 1896 година.
През октомври 1920 година е делегат на Втория велик събор на македонските братства, като поддържа десницата.
През 1923 година е избран за съветник в Националния комитет на Съюза на македонските емигрантски организации при обединението на МФРО с неутралните братства.